# Peter Borenstein
Peter Antero Borenstein, född 25 maj 1948 i Göteborg, är en svensk rabbin, mohel och läkare. Han är adjungerad professor i neurologi vid Institutionen för vårdvetenskap vid Högskolan i Borås samt föredragande läkare i neurologi vid Inspektionen för vård och omsorg, IVO. 
Borenstein avslutade sin läkarutbildning 1979 som specialist i neurologi. Hans forskning har speciellt handlat om afasi (störningar av språkfunktionen till följd av hjärnskador, särskilt efter slaganfall) och kognitiva störningar till följd av 
whiplashskador i samband med trafikolyckor. Han har skrivit flera läroböcker och bokkapitel om afasi och dess konsekvenser.
Under åren 1992-2008 var Borenstein överläkare och chef för Neurologienheten vid Skene lasarett och från maj 2008 till 2011 överläkare och konsult vid Strokeenheten på Sahlgrenska Universitetssjukhuset (Östra). Borenstein är också ledamot av The New York Academy of Sciences och Fellow of the Royal Society of Medicine i London.
Borenstein var andlig ledare för Judiska församlingen i Göteborg mellan 2002 och 2010. Hösten 2007 fick han sin rabbinvärdighet (s’micha) som konservativ rabbin efter en privat utbildning med rabbin Robert Wolkoff, f.d. rabbin i Göteborg, nu verksam i New Jersey. Denna privata utbildning förekommer i den ortodoxa världen, men är inte standard inom den konservativa rörelsen. Borenstein är ordförande i Göteborgs Interreligiösa Råd samt i Göteborgs Interreligiösa Center. Han är också styrelsemedlem i Stiftelsen Nordiskt Centrum för Interreligiös Dialog samt Samarbetsrådet Judar och Kristna i Göteborg.
Peter Borenstein är gift och har fyra barn.